# أندرسون خورخي دوس سانتوس
أندرسون خورخي دوس سانتوس هو منافس ألعاب قوى برازيلي، ولد في 23 أبريل 1972 في Além Paraíba ‏ في البرازيل.

## وصلات خارجية
- أندرسون خورخي دوس سانتوس على موقع الاتحاد الدولي لألعاب القوى (الإنجليزية)
- أندرسون خورخي دوس سانتوس على موقع أوليمبيديا (الإنجليزية)